# Charles de Menditte
Charles Marc de Berterèche de Menditte, né le 18 août 1869 au Pays basque et mort le 27 janvier 1931 à Paris, est un colonel de l'Armée française, surtout connu pour avoir commandé un des derniers combats de la Première Guerre mondiale, le franchissement de la Meuse les 10 et 11 novembre 1918 à Vrigne-Meuse, dans les Ardennes.

## Biographie
Entré à Saint-Cyr en 1892, attiré par l’aventure coloniale, il choisit la Légion étrangère à sa sortie d’école.
Après une année à Sidi Bel Abbès, il est affecté en Indochine en 1895. Avec ses légionnaires, il participe aux opérations de pacification du Haut-Tonkin et lutte contre les Pavillons noirs chinois. Pendant deux ans, sous l’autorité du colonel Gallieni et du commandant Lyautey, il apprend son métier, fait preuve de ses qualités d’entraîneur d’hommes et connaît le baptême du feu. En deux ans, il parcourt 2 000 km à pied, à cheval ou en sampan, créé trois postes sur la frontière entre le Tonkin et la Chine, balise 100 km de nouvelles pistes et borne 50 km de frontière.
Apprécié par ses supérieurs, Charles de Menditte aurait pu faire carrière dans le sillage de Lyautey. Mais il tenait à sa liberté et relativisait son expérience indochinoise. Il avait le sentiment que l’épopée coloniale allait se terminer et surtout que c’était en Europe que les affaires sérieuses allaient se passer dans les prochaines années. Au lieu de repartir outre-mer, il demande donc sa mutation dans l’infanterie métropolitaine. 
Il est affecté au 8e bataillon de chasseurs à Amiens en 1898, année où il se marie avec la sœur d’un de ses camarades de régiment. Il connaît ensuite la vie de garnison à Verdun avec le 151e régiment d'infanterie de 1906 à 1910 et à Mont-de-Marsan avec le 34e régiment d'infanterie de 1910 à 1913.
En 1914, il est affecté au 144e régiment d'infanterie à Bordeaux pour commander une compagnie. En août 1914, le 144e R.I. débarque en Lorraine avant d’être engagé dans une offensive improvisée sur Charleroi en Belgique qui tourne au désastre. Il participe ensuite au coup d’arrêt de Guise sur l’Oise pendant la retraite précipitée des armées, avant d’être engagé dans l’offensive de la Marne destinée à repousser les armées allemandes au-delà de l’Aisne. Le bilan de ces deux mois de guerre a été particulièrement lourd pour le régiment de Bordeaux : 1 940 hommes soit les 2/3 du régiment ont été mis hors de combat, dont 132 hommes appartenaient à sa compagnie. Charles de Menditte est grièvement blessé le 24 septembre 1914 à Craonne. Autant dire que ce début de la guerre a été pour lui un drame personnel sur le plan physique et une déception sur le plan professionnel. Il va être hospitalisé pendant une année avec plus de cinquante éclats d’obus qu’il conserve dans le corps le reste de sa vie.
Nommé chef de bataillon en 1916, il est alors désigné pour participer à la mission française en Roumanie dirigée par le général Berthelot. Pendant dix-huit mois, il est confronté à un défi : former en quelques mois 6 000 officiers selon les méthodes françaises pour encadrer les unités de la nouvelle armée roumaine. Une mission réussie qui lui vaut d’être décoré de l’Ordre de la Couronne de Roumanie par le roi Ferdinand. Il conseille ensuite le commandement russe pour éviter l’effondrement du front oriental au moment où la guerre est en train de basculer sur le front Ouest en faveur de la France et de ses alliés. Avec un corps d’armée russe, il participe à la dernière offensive contre les Allemands sur le front des Carpates en août et septembre 1917.
De retour en France en 1918 après une traversée de la Russie devenue soviétique, il est affecté au 415e régiment d'infanterie. Homme d’honneur et de devoir, animé par une volonté et une énergie peu communes, il reprend un commandement malgré son handicap physique, à la tête d’une formation d’infanterie pour participer à la victoire finale. De Mourmelon à Vrigne-Meuse, il participe à la campagne de France. C’est à la tête du 415e R.I. qu'il commande la dernière opération de la guerre 1914-1918. Cette ultime opération de franchissement de la Meuse à Dom-le-Mesnil pour conquérir une tête de pont dans la région de Vrigne-Meuse, commencée le 9 novembre 1918 au soir, est interrompue le 11 novembre à 11 heures du matin par le clairon de l’armistice du soldat Delalucque mettant un terme à la Grande Guerre.
« … L’ordre était de passer la Meuse, coûte que coûte : le régiment a passé…. ». Cette phrase est extraite du discours qu’il a prononcé lors de l’inauguration du monument de la 163e division d'infanterie à Vrigne-Meuse en avril 1929. Elle résume la mission et la situation. Mais sur le plan national, cette ultime opération est restée confidentielle pendant vingt ans et largement méconnue pendant quatre-vingt dix ans. Comme si cette traversée de la Meuse et ces derniers combats qui coûtèrent la vie à une centaine de soldats - dont Augustin Trébuchon, tué le 11 novembre 1918 à 10 heures 50 - n’avait jamais eu lieu. Aujourd’hui, ce fait d’armes est reconnu dans toute la France.
Charles de Menditte n’a cependant pas eu l’honneur de participer au défilé de la Victoire sur les Champs-Élysées le 14 juillet 1919. Ce jour-là, il défile à Beyrouth à la tête d’un bataillon du 415e R.I. Il est désigné pour prendre le commandement de la première formation des Troupes du Levant envoyées en Syrie pour relever les Anglais dans cette région confiée à la France. Sous l’autorité du général Gouraud, il participe aux opérations contre les troupes de l’émir Fayçal et à la conquête de Damas. En 1920, il regagne Bordeaux où il retrouve sa famille après six années de guerre. Il retrouve aussi le 144e régiment d'infanterie dont il prend les fonctions de commandant en second jusqu’en 1922. Après une dernière affectation à Coblence en Allemagne, il prend sa retraite comme colonel en 1926, et se retire à Abense-de-Haut dans sa propriété du Pays basque.
En janvier 1931, ayant tenu à assister à Paris aux obsèques nationales du maréchal Joffre, l’homme qui lui avait redonné confiance dans les capacités offensives de la France, il attrape froid lors des cérémonies militaires et meurt à Paris le 27 janvier, à 62 ans.

## Distinctions
- chevalier de la Légion d'honneur (11.07.1912), officier de la Légion d'honneur (1.10.1917) [5].
- Croix de guerre 1914 - 1918 avec trois citations dont deux à l’ordre de l’armée.
- chevalier de l'ordre du Dragon d'Annam (14.04.1896).
- chevalier de l'ordre royal du Cambodge (07.01.1899).
- Médaille coloniale avec agrafe Tonkin (avril 1896).
- officier de la Couronne de Roumanie (1917).
- ordre de Saint-Vladimir (4e Degré avec Glaives et Nœud) attribuée par la Russie (01.03.1918).
- commandeur de l'ordre de Saint Stanislas (2e degré avec Glaives) attribuée par la Russie (19.11.1917).
- commandeur de l'ordre de Sainte Anne (2e Degré avec Épées) attribuée par la Russie (6.03.1918).
- Médaille d'honneur du sauvetage, attribuée au Tonkin - (28.12.1896).
- Médaille de la Victoire : médaille commémorative interalliée de la Guerre 1914-1918
- Médaille commémorative de la campagne de Syrie–Cilicie attribuée en 1922.
- Médaille commémorative roumaine de la Guerre 1914-1918 (20.08.1920).